# Marszowice (województwo dolnośląskie)
Marszowice (niem. Marschwitz) – wieś w Polsce położona w województwie dolnośląskim, w powiecie oławskim, w gminie Oława.

## Podział administracyjny
W latach 1975–1998 miejscowość administracyjnie należała do województwa wrocławskiego.

## Zabytki
Do wojewódzkiego rejestru zabytków wpisane są:
- kościół filialny pw. Narodzenia Najświętszej Marii Panny, murowano-szachulcowy, barokowy z XV w., XVIII w. W prezbiterium nagrobek rycerski z 1590,
- zespół pałacowy:
  - ruina pałacu, z XIV-XVII w., 1833 r.
  - park, z XVIII w., zmiany w pierwszej połowie XIX w.
- cmentarzysko z epoki późnego neolitu (do ok. 1800 p.n.e) z ceramiką zdobioną sznurem w charakterystyczny ornament, stąd pochodzi nazwa kultury marszowickiej[5]